# 한빈구

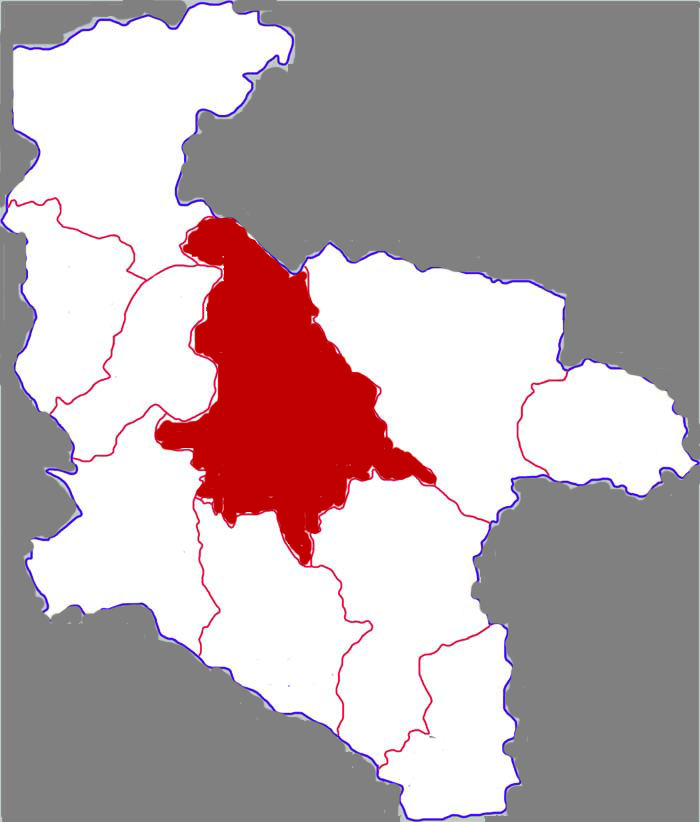

한빈구(한국어: 한빈구, 중국어: 汉滨区, 병음: Hànbīn Qū)는 중화인민공화국 산시성 안캉시의 현급 행정구역이다. 면적은 3,652km2이고, 인구는 2007년 기준으로 980,000명이다.

## 행정 구역
3개 가도, 20개 진, 23개 향을 관할한다.
- 가도: 老城街道, 新城街道, 江北街道.
- 진: 关庙镇, 张滩镇, 瀛湖镇, 建民镇, 五里镇, 河西镇, 大同镇, 恒口镇, 梅子铺镇, 吉河镇, 流水镇, 大竹园镇, 洪山镇, 石转镇, 茨沟镇, 大河镇, 沈坝镇, 双龙镇, 叶坪镇, 中原镇.
- 향: 花园乡, 早阳乡, 共进乡, 石梯乡, 关家乡, 迎风乡, 县河乡, 田坝乡, 晏坝乡, 南溪乡, 富强乡, 运溪乡, 双溪乡, 谭坝乡, 前进乡, 坝河乡, 玉岚乡, 新坝乡, 香山乡, 牛蹄乡, 东镇乡, 沙坝乡, 荆河乡.